# Jacobus van der Stok
Jacobus van der Stok (gedoopt Leiden, 12 januari 1794 - Amsterdam, 4 mei 1864) was een Nederlandse schilder en tekenaar.

## Leven en werk
Van der Stok werd gedoopt in de katholieke kerk aan de Bakkersteeg in Leiden als zoon van pruikenmaker Jacobus van der Stok en Anna Starkenburg. Hij trouwde in 1823 met Philippina Rekker. Hij was een leerling van de in Leiden werkzame schilder Albertus Jacobus Besters. Van der Stok vestigde zich medio 1828 in Amsterdam. Hij schilderde vooral landschappen en bracht zijn signatuur aan op ongewone plaatsen of in schutkleuren. Hij gaf les aan Matthias Parré, Cornelis Springer en zijn dochter Jacoba van der Stok.
Van der Stok overleed in Amsterdam, op 70-jarige leeftijd.

## Schilderijen (selectie)

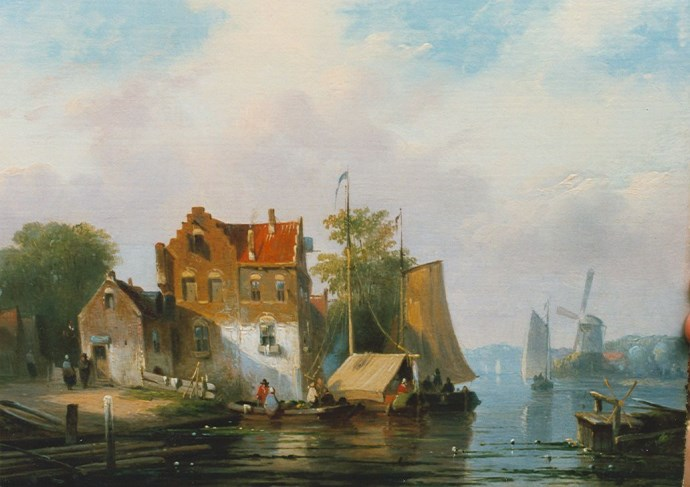
Riviergezicht
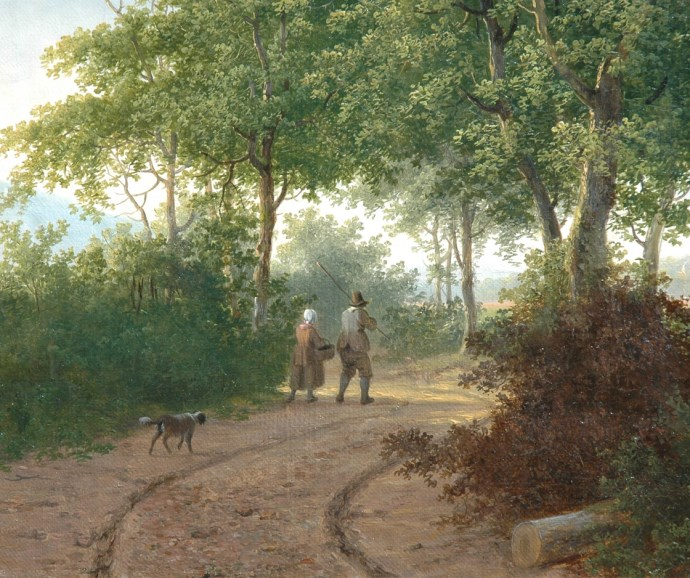
Bosgezicht met echtpaar en hond
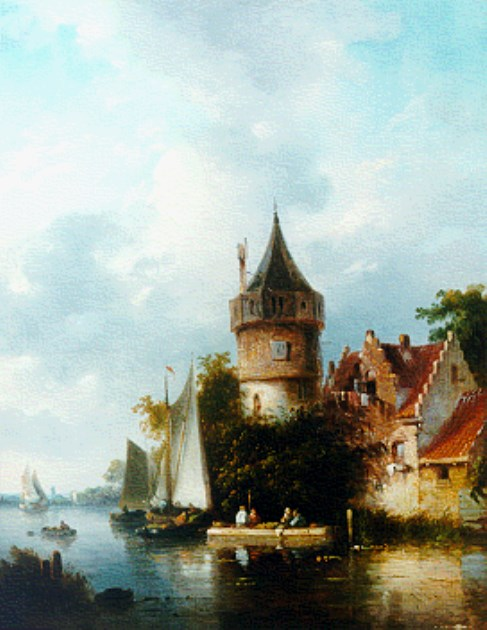
Bedrijvigheid aan de dorpsrand